# La Vallée des loups (film, 2016)
Pour les articles homonymes, voir La Vallée des loups (homonymie).
La Vallée des Loups est un documentaire réalisé par Jean-Michel Bertrand, sorti en 2016. 
Ce film raconte l'histoire d'une quête personnelle : celle d'un homme passionné qui tente de rencontrer des loups sauvages dans leur milieu naturel. Pendant trois ans, il a parcouru une vallée secrète des Hautes-Alpes, bivouaqué en pleine nature et observé ces prédateurs fascinants jusqu'à se faire accepter par la meute. Le film est une véritable « ode à la nature sauvage » et à la patience. Jean-Michel Bertrand y livre une réflexion profonde sur notre rapport au monde animal, loin des clichés habituels. Il ne cherche pas à dominer ou apprivoiser les loups, mais à les observer avec humilité et respect.

## Fiche technique
- Réalisation : Jean-Michel Bertrand
- Musique : Armand Amar
- Production :    MC4 Productions, Pathé, Ciné+
- Durée : 90 minutes[2]
- Dates de sortie :
  - France 9 novembre 2016 : Festival du film de Sarlat
  - France 4 janvier 2017 : sortie nationale

 Sauf indication contraire, les informations mentionnées dans cette section peuvent être confirmées par la base de données cinématographiques IMDb,  présente dans la section « Liens externes ».

## Récompenses et distinctions
- 2016 : Festival du film de Sarlat (France) : Prix du Jury Jeunes[3].

## Autour du film
- Après le succès de ce film, deux autres documentaires ont été réalisés: Marche avec les loups et Vivre avec les loups[4].